# وکفو ۷۵۹۵
سیارک ۷۵۹۵ (به انگلیسی: 7595 Vaxjo، نامگذاری:1993FN26) هفت هزار و پانصد و نود و پنجمین سیارک کشف شده‌است که در ۲۱ مارس ۱۹۹۳ کشف شد.
قدر مطلق سیارک برابر ۱۲٫۷۰ است.